# Krzysztof Adamczyk
Pour les articles homonymes, voir Adamczyk.
Krzysztof Adamczyk, né le 14 février 1956 à Gdańsk, est un footballeur international polonais. 

## Carrière

### De joueur

#### En club
Après des passages à l'Arka Gdynia et au Zawisza Bydgoszcz, Krzysztof Adamczyk signe à l'automne 1978 au Legia Varsovie. Le 29 octobre, il dispute son premier match avec la Légion, contre l'Odra Opole. En cinq saisons et demie, il s'installe dans l'attaque varsovienne, et remporte par deux fois la Coupe de Pologne, en 1980 et 1981. Cette dernière année est la plus aboutie du joueur, qui termine la saison meilleur buteur du championnat avec dix-huit buts.
En 1984, il rejoint l'AEL Larissa en Grèce. Il y devient l'un des joueurs phares, lors de la période faste de l'équipe. Avec son compatriote Kazimierz Kmiecik, il remporte la coupe nationale. En 1987, il part pour l'Autriche et le VÖEST Linz, puis à l'Apollon Limassol l'année suivante. Après une saison, il met un terme à sa carrière professionnelle, longue de treize ans.

#### En sélection
Krzysztof Adamczyk fait ses débuts avec l'équipe nationale le 12 novembre 1980 contre l'Espagne, à Barcelone. Il dispute ensuite deux autres matches, ses derniers, face à l'Algérie et la Roumanie.

### Palmarès
- Meilleur buteur du Championnat de Pologne : 1981 (18 buts)
- Vainqueur de la Coupe de Pologne : 1980, 1981
- Vainqueur de la Coupe de Grèce : 1985